# Біоко-Сур
3°26′24″ пн. ш. 8°38′24″ сх. д. / 3.44000° пн. ш. 8.64000° сх. д.
Біоко-Сур — одна з провінцій Екваторіальної Гвінеї. Столиця провінції — місто Луба.

## Географія
Провінція розташована на острові Біоко, у Гвінейській затоці, на відстані 50 км від берега Камеруну.
На півночі межує з провінцією Біоко-Норте.

## Демографія
У 2001 році населення провінції становило 29 034 осіб, за даними Генерального Управління Статистики Екваторіальної Гвінеї.

## Міста і райони
Провінція складається з наступних міст і районів.

### Міста
- Луба
- Ріаба

### Райони
- Луба
- Ріаба

## Виноски
1. ↑  Архівована копія. Архів оригіналу за 27 вересня 2008. Процитовано 8 липня 2007.{{cite web}}:  Обслуговування CS1: Сторінки з текстом «archived copy» як значення параметру title (посилання)